# 18. šahovska olimpijada
18. šahovska olimpijada je potekala leta 1968 v Luganu (Švica).
Sovjetska zveza je osvojila prvo mesto, SFRJ drugo in Bolgarija tretje.
Sodelovalo je 314 šahistov v 53 reprezentancah; odigrali so 1.912 partij.